# ボアズィチ大学
ボアズィチ大学（トルコ語: Boğaziçi Üniversitesi）はトルコのイスタンブールにある国立大学である。「ボアズィチ」とはトルコ語でボスポラス海峡を意味する。
下記の沿革から、ボアズィチ大学の教育言語は英語である。現在、トルコ国内で最も名門である大学といわれており、2019年にはトルコの大学共通入学試験である高等教育機関試験（YKS）において、最上位成績優秀者1000人のうち、最多となる712人がボアズィチ大学への進学を選択した。国際的には、アメリカのUS News World Reportによる世界大学ランキングにおいて、トルコ国内で唯一の200位圏内である186位となった。なお、同ランキングでは、中東工科大学（ÖDTÜ）（394位）、イスタンブール工科大学（424位）、ハジェッテペ大学（532位）といったトルコ国内の大学が続いた。

## 沿革
ボアズィチ大学は1863年、アメリカ人のクリストファー・ロバートが開設した男子校のロバート・カレッジ（Robert Kolej）を起源とする。ロバートカレッジではアメリカ式の教育が実施された。
その後1971年に制定された法律により、カレッジの区分の学校はリセ（Lise）の区分へ移行することになった。ロバートカレッジはベベッキ地区に二つ存在したキャンパスの内一つをトルコ政府に譲渡し、その敷地に同年ボアズィチ大学が開校した。

## 学部

### 人文学・理学部
- 西洋語文学
- 通訳・翻訳学
- 言語学
- 哲学
- 物理学
- 化学
- 数学
- 分子生物学・遺伝学
- 心理学
- 社会学
- 歴史学
- トルコ語文学

### 教育学部
- コンピューター教育・教育技術
- 教育学
- 幼児教育
- 数学・科学教育
- 外国語教育

### 経済・経営学部
- 経済学
- 経営学
- 政治学・国際関係論

### 工学部
- 情報工学
- 電気工学・電子工学
- 経営工学
- 土木工学
- 化学工学
- 機械工学

### 応用学部
- 観光経営
- 貿易
- 経営情報機器

### 外国語学部
- 上級英語
- 英語予科
- 現代語

## キャンパス

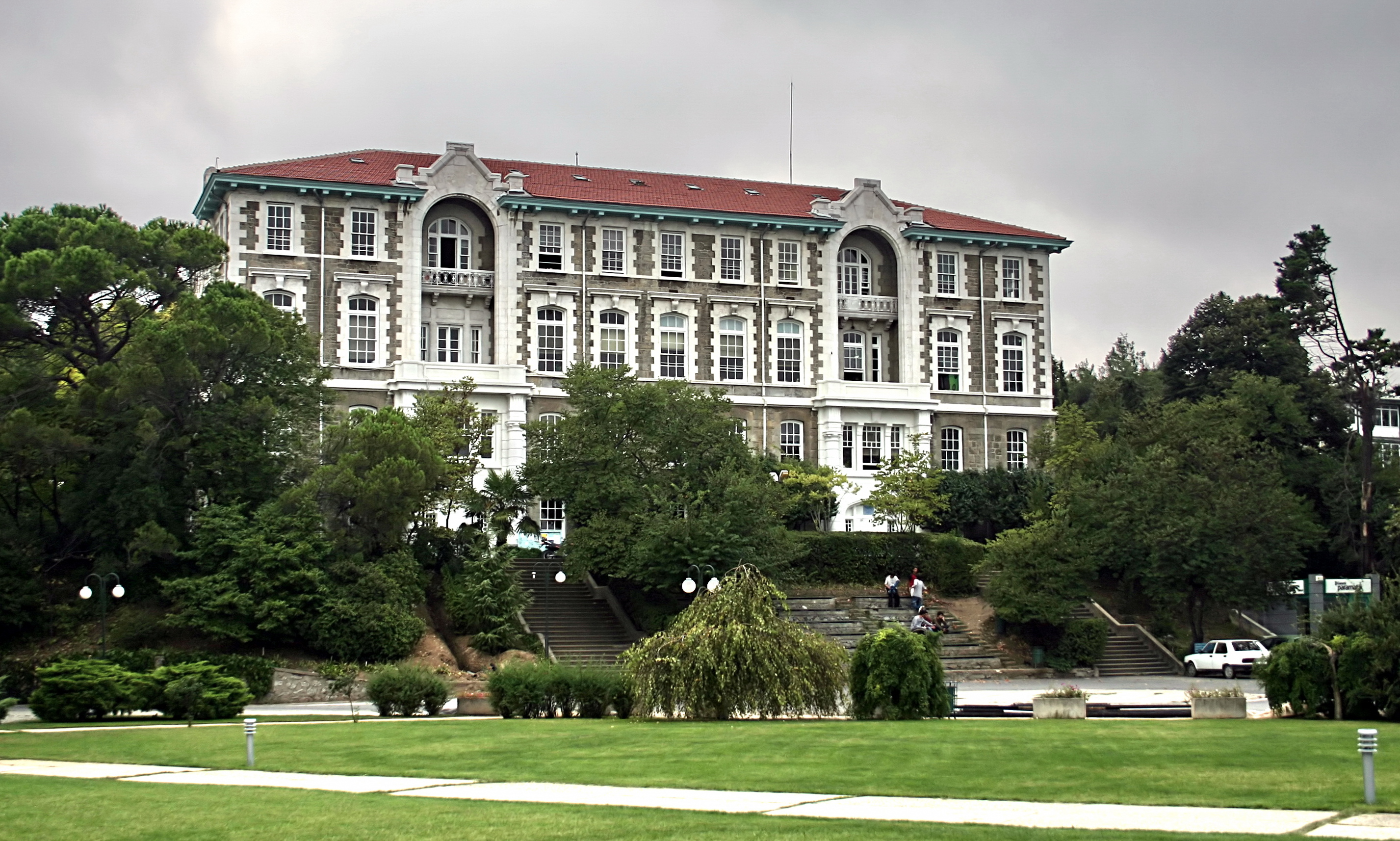
ギュネイ・キャンパスの人文科学部棟

ヨーロッパ側のベベッキ地区に位置するギュネイ・キャンパス (Güney Kampüs) とクゼイ・キャンパス（Kuzey Kampüs）の他、アジア側に位置するカンディリ・キャンパスなどの5つのキャンパスを有する。ギュネイ・キャンパスには大学本部があり、ロバート・カレッジの敷地と施設が使われている。
チェンゲルキョイに位置するカンディリ・キャンパスにはカンディリ地震観測所（KOERI）がある。

## 日本との関係

### 日本語講座
1988年10月に文理学部歴史学科の選択科目の一つとして日本語講座が開設された。ボアズィチ大学での教育言語は英語のため、自己の専門に加え、トルコ語、英語、そして日本語を解する人材を育成している。日本語講座の受講学生は歴史学科だけではなく、様々な学科の学生から構成されており、最近は経営、政治、数学、物理、英語教育、西洋言語文学学科、ツーリズム学科の学生も受講している。
2010年９月からは、ボアジチ大学文理学部翻訳学科の必修選択科目1として日本語が増設され、新たに翻訳学科向けの授業も開講された。
2019年3月には、約30年もの間、ボアズィチ大学文理学部歴史学科日本語講座にて多くの日本語学習者を指導してきたエルドアン真理子前講師に対して、在イスタンブール日本国総領事館より、長年の功績が讃えられ、在外公館長表彰が授与された。

### 日本の大学との留学提携
選択科目の日本語講座を通じて、2018 年10月までに、以下の10の大学と交流協定を結んでいる。
下関市立大学　慶応義塾大学　東京外国語大学　早稲田大学　関西外国語大学　筑波大学　静岡県立大学　東京工業大学　大阪大学　獨協大学

## 主な出身者
- アフメト・ダウトオール - トルコ共和国元首相
- ビュレント・エジェヴィト - トルコ共和国元首相
- タンス・チルレル - トルコ共和国元首相（トルコ共和国初の女性首相）
- ハフィゼ・ガイ・エルカン - トルコ中央銀行総裁（女性初のトルコ中銀総裁）
- ギュレル・サバンジュ - サバンジュ財閥会長
- ヌリ・ビルゲ・ジェイラン - 映画監督
- エゼル・アカイ - 映画監督
- アフメト・ヤルチュンカヤ - 詩人
- ファトマ・ジェレン・ネジプオール - ハープ奏者
- テオマン - ロック歌手
- ジェム・ユルマズ - コメディアン
- デミルハン・デミル - コメディアン